# Серветт (футбольный клуб)
«Серветт» (фр. Servette) — швейцарский футбольный клуб из Женевы. Клуб является семнадцатикратным чемпионом Швейцарии и восьмикратным обладателем национального кубка, что делает его одним из наиболее титулованных клубов Швейцарии.

## История

### Зарождение клуба
Общий предок регби и футбола появился в окрестностях Женевы в квартале Серветт в конце 60-х годов XIX-го века. Известно, что уже в 1869 году в местных учебных заведениях, Шателейн и Шато-де-Ланси, практиковали эту игру с мячом (её называли «футбол», но она была мало похожа на современный вид спорта), и были проведены первые запротоколированные игры. «Серветт» не был первым подобным клубом, в 80-х годах игра пережила бурный рост, и в кантоне образовалось множество клубов, таких как «Гранд», «Мойен», «Клуб Севера», но первым стал клуб с оригинальным названием «Женева». В конце 1881 года этот клуб завоёвывает титул чемпиона Швейцарии, победив клуб из Цюриха. Основу команды тогда составили англичане, студенты, учившиеся в местных школах и университетах.

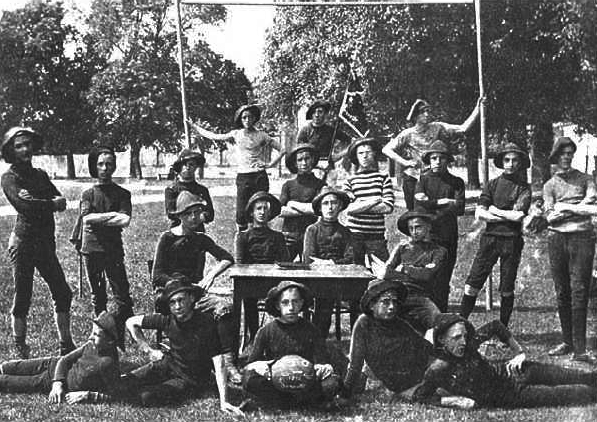
«Серветт» в 1892 году

Регбийный клуб «Серветт» был основан 20 марта 1890 года. Цветами клуба были выбраны красный и зелёный, а тренировки проходили по четвергам с утра. Игры и тренировки члены клуба в количестве двенадцати человек вынуждены были проводить где придётся, в различных садах, лугах и парках около Женевы, за что их постоянно штрафовала местная администрация. Наконец 22 мая 1890 бургомистр разрешил «Серветту» использовать стадион в Пленпале. В июле были готовы правила клуба, который уже насчитывал 17 членов. Ежегодный взнос составил 10 раппенов.

### Развитие клуба
Набиравшему силу регбийному клубу всё тяжелее и тяжелее было находить достойных соперников в Швейцарии, практически все местные клубы перешли под эгиду и правила основанной в 1895 Швейцарской футбольной ассоциации (SFV). В 1899 году Франсуа Дежерин создает футбольную секцию «Серветта», так называемую «Команду Воскресенья» и клуб становится первым мультиспортивным объединением Женевы. В том же году «Серветт» вступает в SFV, а в 1902 переезжает на стадион Парк-де-Спорт. Строительство арены стоило клубу около 2 тысяч франков. В том же году клуб проводит серию игр для того, чтобы выяснить, кто является лучшим в окрестностях Шармиле. Встречались по 4 состава с каждой стороны, и серветтцы уступили лишь в матче третьих команд, остальные игры остались за ними. Тогда же клуб впервые едет за границу, чтобы сыграть в Париже с местным Расингом. Встреча завершилась мирно, 2:2.

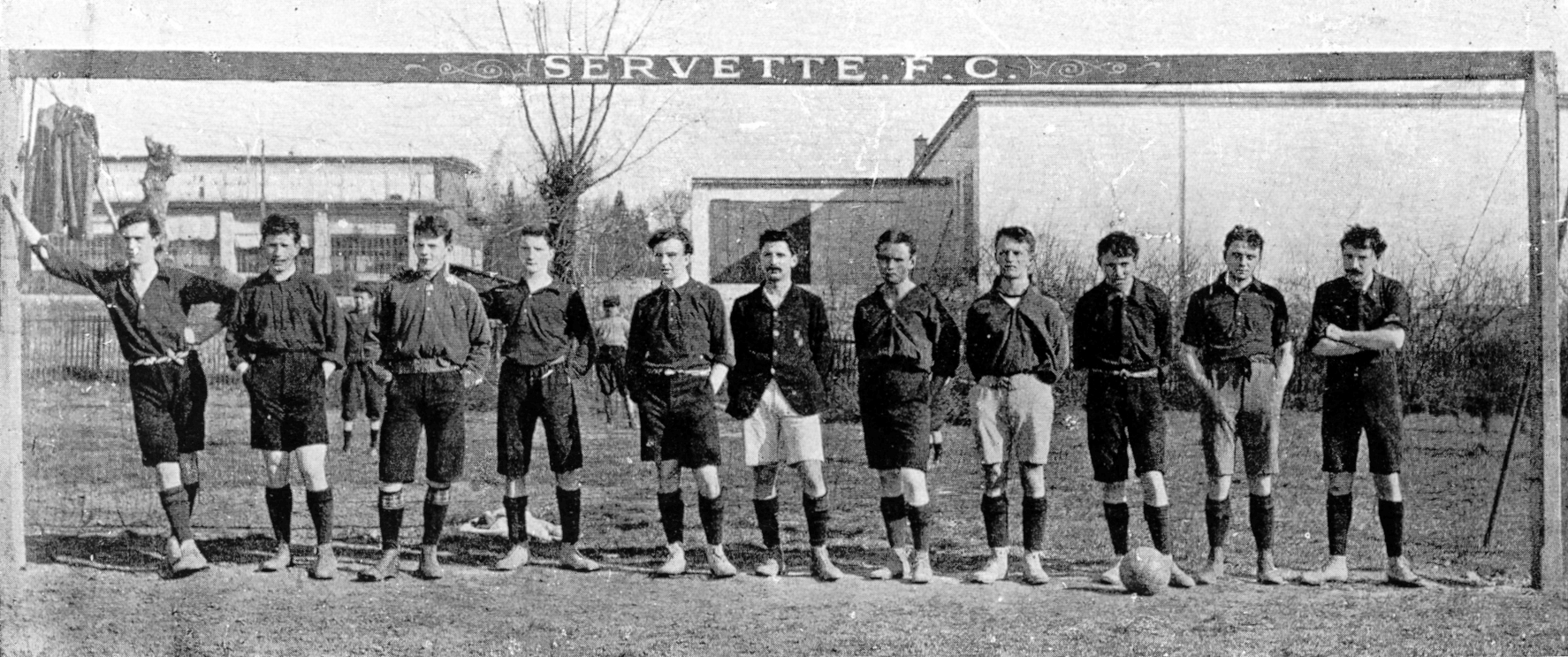
Женевцы в сезоне 1906/1907

### Эпоха Дакворта
Только через 10 лет, в 1918 году, женевский клуб завоёвывает свой второй трофей, и начинается успешная эпоха президента Габриеля Боннета, который впоследствии стал вице-президентом ФИФА, а также был членом комитета организации первого Чемпионата мира в Уругвае 1930-го года.
В следующем сезоне в «Серветт» приходит английский тренер Тедди Дакворт, с ним команда завоюет ещё 4 титула чемпиона Швейцарии, а в 1928 году клуб станет обладателем своего первого национального кубка. Дакворт совмещал работу в «Серветт» с должностью главного тренера сборной Швейцарии и завоевал с ней серебряную медаль Олимпийских игр 1924 года. В составе сборной блистала пятёрка женевцев: Реймонд, Пахе, Дитрих, Менготти и Бедуре.
Первый титул покорился команде Дакворта в мае 1922, в финале со счётом 1:0 женевцы обыграли «Блю Старс» из Цюриха, на следующий год «Серветт» снова победил в западной группе, однако проиграл в финальном матчах «Янг Феллоуз» и сыграл в ничью с будущим чемпионом, которым стал «Берн». Через два года, в финале 1925 года играют те же самые команды, и «Серветт» одерживает четвёртую победу в чемпионате страны. Численность членов достигает 600 человек и в рамках клуба играет 10 команд в различных категориях.

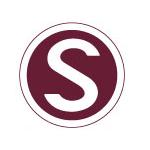
Первый логотип клуба

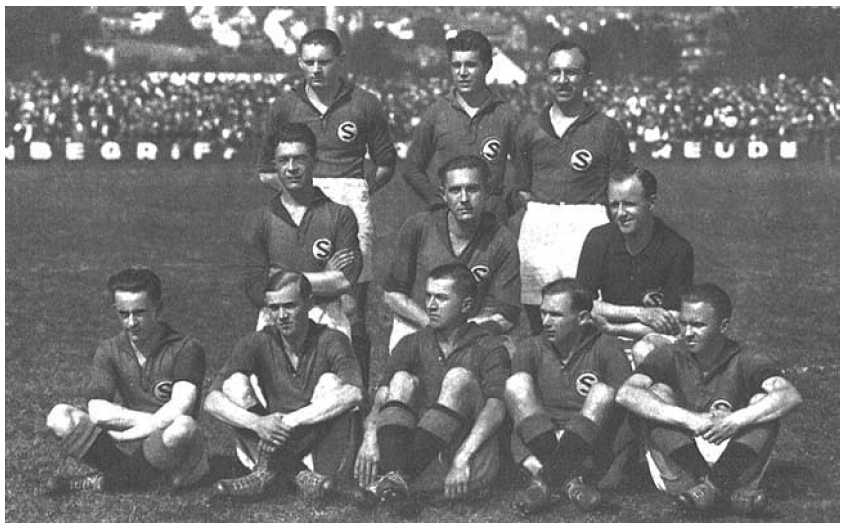
«Серветт» — чемпион Швейцарии 1925/26

В финале 1926 года встретились «Янг Бойз», «Грассхоппер» и «Серветт». Цюрихцы и женевцы синхронно обыграли бернцев и судьбу трофея должен был решить финальный матч. «Грассхоппер» уверенно вёл до 65-й минуты матча 2:0, но футболистам «Серветта» удалось переломить ход встречи — и они забили два гола в последние 25 минут.
Впервые в истории чемпионата Швейцарии была назначена переигровка. Женевцы, вновь проигрывая по ходу матча, смогли дожать соперника и одержали волевую победу 3:2.
В 1929 году Дакворт уходит с поста тренера клуба и его заменяет Фридо Барт. Однако ужасный старт сезона побуждает руководство вернуть англичанина. В последнем туре благодаря поражению Урании, соперника в турнирной таблице, «Серветт» выходит на второе место, позволяющее сыграть в финале. Финальные игры стали незабываемыми для болельщиков клуба: гранатовые выиграли все четыре игры и завоевали очередное чемпионство.
Во время Чемпионата мира 1930 года Поль Аддор (президент клуба в 1929—1931 гг.) в честь открытия новой арены Стад-де-Шармиль решает провести турнир среди 10 европейских чемпионов, Кубок Наций. В первом раунде хозяин соревнований терпит позорное поражение 0:7 от старейшей австрийской команды «Фёрст Виенна» (первый венский футбольный клуб). Затем «Серветт» реабилитируется победой над бельгийским чемпионом «Серклем» из Брюгге, в четвертьфинале расправляется с итальянской Болоньей, а в полуфинале уступает будущему чемпиону, венгерскому «Уйпешту». В итоге чемпион Швейцарии занимает четвёртое место, снова уступив венским мастерам мяча, в этот раз со счётом 1:5.
В этом же году из клуба уходит Тедди Дакворт и его следы теряются. Неизвестна даже дата смерти одного из величайших тренеров «Серветта».

### Карл Раппан
В 1931 году Серия А преобразуется в Национальную лигу А, футбол становится профессиональным и появляется возможность подписывать контракты с зарубежными и местными игроками.

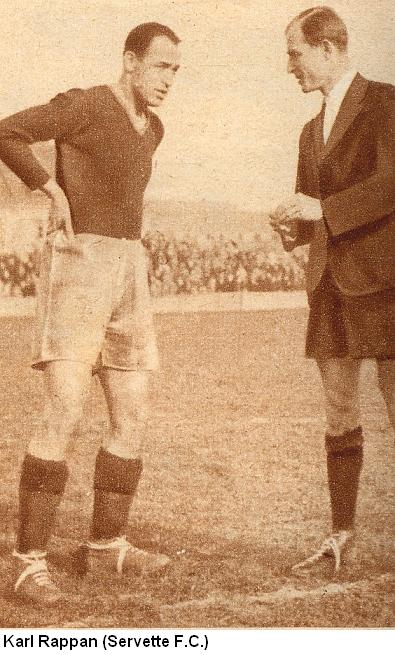
Карл Раппан в сезоне 1934/35

На смену Дакворту приходит никому не известный 26-летний Карл Раппан. Австрийский легионер был приглашён как крайний нападающий, но президент клуба Эдуард Фуллик после ухода Дакворта доверил ему должность играющего тренера команды, и Карл переместился в центр защиты, откуда координировал действия коллектива. Революционные идеи Раппана дали результат, с «Серветтом» он дважды становился чемпионом Швейцарии в 1933 и 1934, притом оба чемпионства были завоёваны в разных форматах турнира — в региональных турнирах с победителями групп и в общепринятом турнире национальной лиги. В обоих чемпионатах «Серветт» пропускал меньше всех, а забивал больше всех.
В 1935 году Раппан ушёл уже в качестве тренера в цюрихский «Грассхоппер» и стал изобреталем схемы «Riegel» (нем. «засов») или «verrou» (фр. «цепь»), которая стала основой для современной тактики «Катеначчо», широко используемой в Италии по сей день.

### Первый кризис
В 1934 году случился первый из многих финансовых кризисов в «Серветте». С введением профессионального футбола в Швейцарии были упразднены членские сборы, у клуба возникли серьёзные проблемы с выплатой зарплат сотрудников клуба, с содержанием стадиона и тренировочной базы. И только действия Густава Бетампа (президента в 1935—1936 годах) и Фреда Грайнера (1936—1946) позволили спасти клуб от разорения. Но это был далеко не последний кризис «Серветта».
На Чемпионате мира 1938 во Франции сборная Швейцарии неожиданно выбила в переигровке в первом раунде сборную гитлеровской Германии со счетом 4:2, причём два последних гола, на 75-й и 78-й минутах, записаны на счёт Андре Абегглена, играющего тренера «Серветта». Также в сборной выступали женевцы Джордж Эби, Эрнест Лёрчер, Доди Гуишар и Эжен «Женя» Валашек.

### Военные и послевоенные годы
В 1940 году команда, ведомая Андре Абеггленом, братом не менее знаменитого Макса Абегглена (в честь которого был назван футбольный клуб «Ксамакс») на 50-летний юбилей спортивного общества «Серветт» выиграла свой девятый титул чемпиона страны, несмотря на всеобщую мобилизацию в Швейцарии.
При Фернане Жаккаре команда завоевала десятое чемпионство в 1946 году. В то же время появилось одно из прозвищ команды, «Турбилльон» (фр. «вихрь»). Так прозвали искусную линию нападения того времени, которая исповедовала яркий атакующий футбол с множеством комбинаций. Жак Дюкре, который написал книгу о «Серветте», отмечает в команде того периода «взрывчатость Тамина, самоотверженность Факкинетти, надежность Белли и дриблинг Люсьена Пастера».
Во время президентства Андре Россета стадион клуба был увеличен до 30 тысяч зрителей, а также был приобретён участок в Балезьер площадью 36 000 квадратных метров, где была построена тренировочная база, используемая клубом по сей день. А с 2005 года там же находится и администрация клуба.
1948 год был ознаменован возвращением в «Серветт» Карла Раппана. В первый же свой сезон Раппан с командой выиграли кубок Швейцарии, а через год — и чемпионат Швейцарии. Раппан возглавлял «Серветт» до 1957 года с помощниками Альбертом Шателейном и Тео Бринеком. Однако при нём клуб занимает в чемпионате лишь места с 3-го по 6-е. В 1955 году в Париже создаётся Европейский футбольный кубок. В первом раунде «Серветту» выпадает играть с мадридским «Реалом» с Ди Стефано. 0:2 в Шармиле и 0:3 в Испании выбивают женевцев из кубка.
В 1958 году заканчивает карьеру великолепный Лулу Пастер, а за год до этого Раппан уходит из «Серветта». Но, несмотря на распад дуэта Пастер-Фаттон, последний продолжает клепать голы за женевцев.

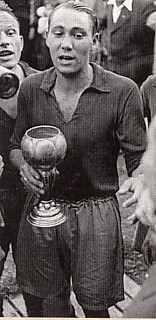
Жан-Мишель Эби с кубком чемпионов

Следующие титулы клуба связаны с французским тренером Жаном Снелла, бывшим тренером сборной Франции и ветераном Второй мировой войны. При нём «Серветт» выиграл чемпионаты 1961 и 1962 годов. В основе команды блистали венгры Макай, Немет и Пазманди, которые сбежали из молодёжной сборной после политических событий 50-х в Венгрии и остались в Швейцарии. Джеки Фаттон становится лучшим бомбардиром сезона 61/62 с 26 голами. А следующего титула женевцам придётся ждать долгие 17 лет.
В 1962 году «Серветт» играл на стадии 1/8 финала с пражской «Дуклой». Дома женевцы смогли вырвать победу 4:3 на глазах 26 тысяч болельщиков, проигрывая по ходу матча 1:3. Однако по политическим мотивам венгерские игроки «Серветта» не смогли принять участия в ответном матче в Чехии. В результате гранатовые проиграли 0:2 и выбыли из турнира.

### Ледюк и Снелла
Под руководством нового тренера Люсьена Ледюка в 1963 году клуб выходит в плей-офф Международного футбольного кубка (турнир, придуманный Карлом Раппаном). «Серветт» занял в группе первое место, попав на венгерскую «Татабанью». Первый матч швейцарцы выиграли 1:0, однако гостевой матч обернулся поражением 0:6 и вылетом команды в четвертьфинале.
На следующий год «Серветт» в качестве финалиста национального кубка участвовал в Кубке обладателей Кубков (обладатель национального трофея «Цюрих» играл в Кубке европейских чемпионов, так как выиграл и чемпионат страны). В первом раунде был повержен финский «АИФК», а во втором — «Спарта» из Роттердама. В четвертьфинале швейцарцам выпало играть с болгарской «Славией» из Софии. Несмотря на домашнюю победу 1:0, «Серветт» вновь проиграл на выезде и вылетел из Кубка.
Лучшим результатом на Кубке ярмарок для «Серветта» стал проход в 1/8 финала, где женевцы проиграли «Мюнхену 1860».
Затем «Серветт» стал крепким середняком чемпионата Швейцарии, единственные трофеи в то время — это кубки Альп 1973, 1975, 1976 годов. При Жане Снелла «Серветт» играл в финале национального кубка, занимал призовые позиции в чемпионате, но титулы француз завоевать так и не смог. В 1966 году в клуб назначается известный Роже Фонлантен, который вводит в состав Юргена Зундерманна (будущий тренер Штутгарта) и Фаттона-младшего, сына Джеки. Однако руководство клуба результаты не устраивают и Фонлантена увольняют, как и Белу Гуттманна и Жибера Дютуа после него. 1967 год ознаменован вторым пришествием Жана Снелла. Хоть Серветт и терпит неудачу за неудачей в чемпионате страны, но кубок 1971 года он выигрывает, обыграв Лугано со счетом 1:0. В том же году «Серветт» играет в Кубке обладателей кубков и попадает на английский Ливерпуль. При счёте 2:0 в пользу женевцев Дёрфель имел 100-процентный момент, но упустил его, а ливерпульцы забили гол на выезде, 2:1. А в ответной встрече на Энфилд Роуд Ливерпуль выигрывает 2:0 и выбивает «Серветт» из розыгрыша.

Логотип клуба до 2004 года

Сезон 1975/76 женевский клуб заканчивает на второй позиции и проигрывает в финале кубка Цюриху со счетом 1:0. А в 1976 году тренерскую позицию занимает прославленный ветеран клуба Пазманди, который создаёт прославленную команду, ставшую одной из лучших в Швейцарии конца 70-х — начала 80-х гг. Первым трофеем стал кубок швейцарской Лиги, а уже в следующем году был завоёван кубок Швейцарии, позволивший команде участвовать в турнире обладателей национальных кубков. 1979 год стал лучшим во всей истории клуба: «Серветт» выиграл все национальные трофеи, в которых участвовал. С третьего раза Пазманди покорился чемпионат страны, женевцы выиграли кубок Швейцарии, кубок Лиги, кубок Альп. Им не покорился лишь Кубок обладателей кубков, в котором они обыграли сначала греческий «ПАОК», а затем французский «Нанси» Мишеля Платини, но уступили в четвертьфинале будущему финалисту «Фортуне» из Дюссельдорфа лишь по преимуществу немцев по забитым в гостях мячах.
Високосный 1980 год стал для клуба провальным: несмотря на первое место в регулярном турнире национального первенства, «Серветт» в плей-офф разделил с «Грассхоппером» второе место, уступив пальму первенства «Базелю». А в Европейском кубке женевцы проиграли восточногерманскому «Динамо» и вылетели уже во втором раунде турнира. Чемпионат 80/81 «Серветт» завершает на седьмом месте, а в сезонах 1981—84 «Серветт» три раза подряд финиширует третьим вслед за «Грассхоппером». В 1984 году «Les Grenats» выигрывают кубок Швейцарии, а на следующий год и чемпионат страны. Эти успехи связаны с тренером Гайем Матезом и вернувшимся из Монако Умберто Барберисом, который потребовал закрепить за ним десятый номер в контракте с клубом. Лучшим бомбардиром клуба в сезоне стал Жан-Поль Бриггер с 17 голами.
В 1983 году женевцы впервые играют в Кубке УЕФА, в котором достигают стадии 1/8 финала. А в кубке Чемпионов 1986 года женевцы снова вылетают во втором раунде, на этот раз уступив шотландскому «Абердину». У «Серветта» появляется первый спонсор: компания «Placette» разместила свой логотип на футболке клуба.

### Президентство Вайлера
В конце 80-х — начале 90-х годов «Серветт» вновь приобретает статус клуба-середняка, занимая позиции с четвёртой по девятую. У клуба начинается второй финансовый кризис. Президентом клуба становится Поль-Анник Вейе, при котором финансовые проблемы были решены, в 1993 году «Серветту» удалось занять призовое место в чемпионате, а через год они одерживают долгожданную 16-ю победу в чемпионате страны. В последнем туре женевцы обыграли бернских «Янг Бойз» со счётом 4:1, тогда как «Грассхоппер» не смог на выезде обыграть «Арау» (1:1). Тот розыгрыш стал апофеозом тренерской деятельности югославского тренера Ильи Петковича и его яркой атакующей тактики с тремя нападающими. А на острие блистала восходящая звезда, бразилец Сонни Андерсон, который затем поиграл за французские «Марсель» и «Монако», испанскую «Барселону», а потом вернулся во Францию за фантастические 120 миллионов франков и стал настоящим символом лионского «Олимпика». В 2011 году Сонни тренировал швейцарский «Ксамакс».

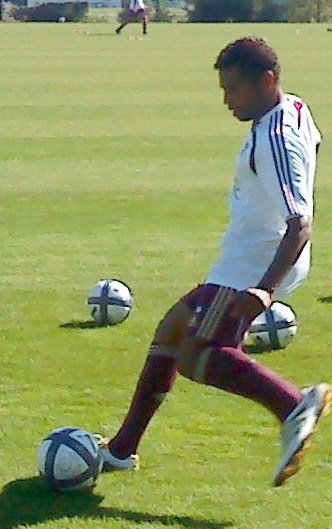
Сонни Андерсон

Президент Поль-Анник Вайлер был очень преданным болельщиком «Серветта», а также он был довольно богат. За несколько лет он потратил более 18 миллионов швейцарских франков на любимый клуб. Он собрал множество классных игроков, но не смог сделать из них команду. В результате в Лиге чемпионов «Серветт» был выбит бухарестским «Стяуа», а в чемпионате занял 10-е место и был вынужден отстаивать своё право играть на высшем уровне в переходных матчах. В Кубке гранатовые вылетели на стадии 1/8 финала.
Перед сезоном 95/96 необходимо было провести обновление состава. В клуб перешли Карлос Варела, Лионель Пиццинат, Джонатан Зогби и швед Ян Эрикссон. В середине сезона на тренерский мостик восходит звезда «Серветта» 80-х Барберис, однако эта команда занимает лишь 7-е место в регулярном чемпионате. Тем не менее, «Серветту» удаётся выйти в финал кубка, где он играет со «Сьоном» из кантона Вале. В первом тайме за женевцев забивает Сеса, а на 61-й минуте Нойвиль. Но Сьон смог собраться и двумя ответными мячами вернул интригу в матче. А на 74-й минуте Видмар забил третий гол «Сьона» в этом матче и поставил точку в ужасном сезоне гранатовых.

### Canal+
В связи с болезнью президента клуб снова находится в плачевном состоянии. Вайлер продает «Серветт» французскому «Canal+», который также спонсировал «Пари Сен-Жермен» и был намерен сделать из «Серветта» подобие фарм-клуба парижан.
Следующие спортивные успехи клуба связаны с именем женевца Жерара Кастелла. При нём «Серветт» завоевал серебряные медали в 1998 году и свой последний на сегодняшний день чемпионский титул 1999 года, обыграв в решающем матче главного конкурента «Лозанну» со счетом 5:2.
В 2000 году тренерский мостик «Серветта» занимает Люсьен Фавр, который завоёвывает свой единственный трофей на этом поприще — Кубок Швейцарии 2001 года. В финале на стадионе в Базеле при поддержке фантастической 15-тысячной армии женевских фанатов был обыгран «Ивердон» со счётом 3:0. Голы забили будущие звёзды мирового футбола Александр Фрай и Мартин Петров, а в защите надёжно сыграл Филипп Сендерос.

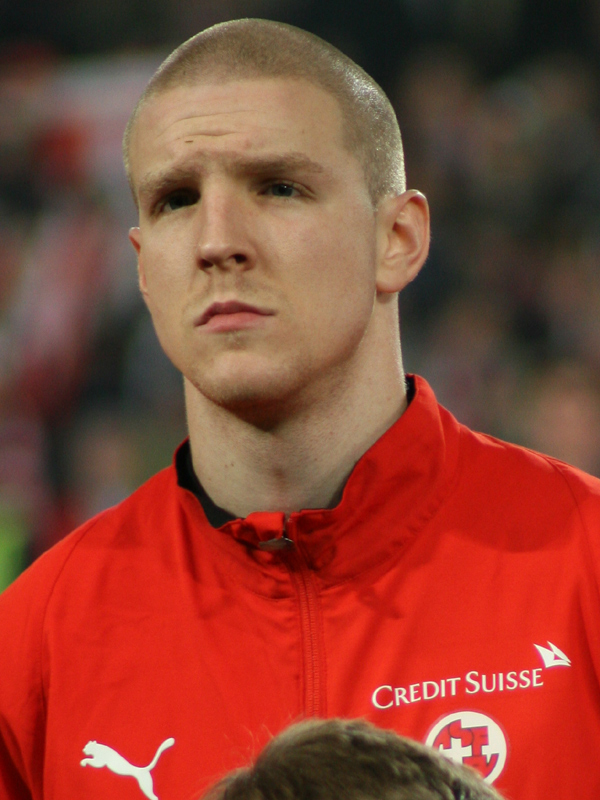
Филипп Сендерос

В Кубке УЕФА следующего года «Серветт» выступил относительно удачно. В первом раунде была выбита пражская «Славия», а во втором раунде была бита испанская «Сарагоса» благодаря голу Уилсона Орума на 87-й минуте ответного матча (первый закончился со счётом 0:0). В первом матче третьего раунда против берлинской «Герты» была вновь зафиксирована ничья 0:0, но на выезде женевцы разгромили немцев 3:0 и прошли в четвёртый раунд, где проиграли «Валенсии» 2:5 по сумме двух матчей.
В 1998 году из-за новых требований УЕФА к безопасности все места на стадионе Шармиль стали сидячими и вместимость стадиона сократилась до 10 тысяч посадочных мест. Стало ясно, что великому клубу нужен новый стадион. 8-го декабря легендарный стадион был закрыт. Последним матчем для него стала результативная ничья 4:4 между «Серветтом» и «Янг Бойз». В марте 2003 года те же самые соперники провели первый матч на новой 30-тысячной арене клуба Стад-де-Женев.

### Новый кризис
Проблемы у «Серветта» начались в октябре 2002 года, когда французская телекомпания «Canal+» продала 43,2 процента акций клуба. В результате клубу пришлось продать в «Арсенал» защитника Филиппа Сендероса, чтобы иметь возможность завершить сезон. В феврале 2004 года хозяином «Серветта» стал французский футбольный агент Марк Роже, однако долги так и не были погашены. Ливанский бизнесмен Йозеф Феррайе заявляет, что может инвестировать 17 миллионов франков, однако не может привести в суде доказательства.
В чемпионате дела шли не так хорошо. «Серветт» прочно обосновался в середине турнирной таблицы, зрительская поддержка падала, а финансовое давление на клуб возросло в связи с долгами за строительство новой арены. Из-за финансовых проблем с клуба сняли три очка. «Серветт» покинули некоторые футболисты, в том числе Кристиан Карамбё, Стефан Зиани и Мохамед Кадер.
«Серветт» стал третьим клубом высшего дивизиона, который лишился лицензии в течение последних на тот момент трёх сезонов. В 2002 году по финансовым причинам пострадали «Лугано» и «Лозанна». 4 февраля 2005 года суд объявил о банкротстве — и впервые за 115 лет женевцы покидают высшую швейцарскую лигу. В элите осталась лишь одна команда, не представляющая немецкоговорящую часть страны — «Ксамакс» из Нёвшателя. Впервые не нашлось человека, способного спасти великий клуб.

### Возрождение клуба
Клуб возродился на основе молодёжной команды в 3-й группе Первой лиги Швейцарии (третий уровень швейцарского футбола) и во главе с новым президентом клуба Франсиско Фортифьедой принялся покорять низшие лиги Швейцарии, проповедуя финансовую осторожность, тяжёлую работу, прозрачность и честность. Городская администрация забыла про свой клуб, спонсора найти было очень сложно.
И уже на следующий год «Серветт» выходит в Челлендж-лигу. Значительную роль сыграли воспитанники женевского футбола: Эстебан, Бареа, Братич, Лондоньо. «Серветт» выиграл 70 % игр и забил 93 мяча, из них 26 на счету Хулиана Эстебана. А в кубке Швейцарии женевцы выбили «Тун» в 1/8 финала, а в 1/4 одолели «Винтертур» в серии пенальти.

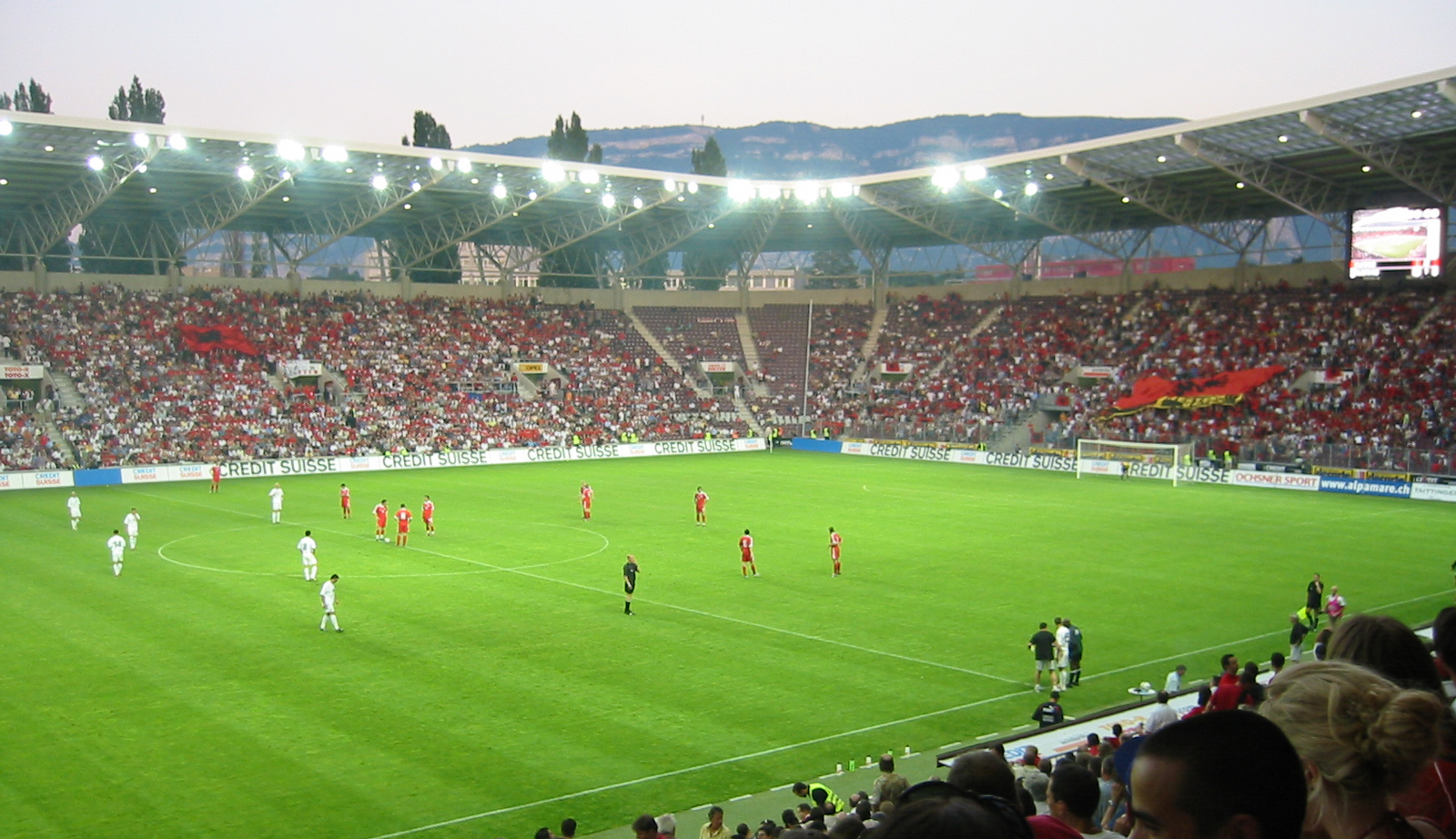
Стад де Женев

До 2010 года «Серветт» играет в Челлендж-лиге. Клуб занимает высокие места в регулярном сезоне, но не достаёт до второго места. Летом на Стад-де-Женев проходят игры Чемпионата Европы по футболу, здесь прошли три матча группы А: Португалия — Турция, Чехия — Португалия и Турция — Чехия. Таким образом, все команды группы А кроме Швейцарии сыграли по два матча на арене.
В сезоне 2008—2009 гг. президентом клуба стал иранец Маджид Пишьяр, при котором наметился стабильный рост в финансовом и спортивном плане. В том сезоне команда занимает четвёртое место в турнирной таблице, а на следующий год женевцы заняли второе место и выиграли у «Беллинцоны» в переходных матчах право играть в «Суперлиге» следующего сезона («Серветт» проиграл 0:1 в гостях и выиграл 3:1 дома). В регулярном сезоне команда набрала 62 очка и опередила «Лугано» за счёт лучшей разницы забитый и пропущенных мячей. Лучшим бомбардиром клуба стал бразилец Эуди ди Соуза с 15 мячами, швейцарец Маркос де Азеведо забил 13 голов.
Перед стартом чемпионата 2011/2012 в «Серветт» пришёл в качестве спортивного директора Коштинья, основной игрок «Порту» чемпионского состава 2004 года, затем поигравший в московском «Динамо» и «Атлетико» из Мадрида. В феврале 2011 года Коштинья был уволен с поста спортивного директора «Спортинга» за критику руководства клуба в телеинтервью. Вместе с Коштиньей в клуб пришли тренеры Жуан Алвеш и Жуан Перейра, а также было приглашено несколько португальских игроков: Карлуш Салейру, Даниэль Суареш, Жуан Баррока, Родерик Миранда и другие.
Несмотря на отличные результаты в начале сезона, Алвеш был уволен с позиции главного тренера, и его место занял Перейра, но он не смог улучшить результаты клуба, и на пост вернулся Алвеш. При нём команда блистательно завершила сезон, заняв четвёртое место, а в последнем туре чемпионата «Серветт» обыграл досрочного чемпиона Базеля и прервал их беспроигрышную серию из 26 матчей.
В декабре 2011 года сообщалось об очередном финансовом кризисе «Серветта». Всего за 150 тысяч франков был продан бомбардир клуба Матиас Виткиевич и над клубом повисла угроза банкротства из-за долга в размере € 2,5 млн. 12 марта 2012 года Пишьяр продал клуб за один франк компании, возглавляемой канадцем Хью Кеннеком, владельцем хоккейного клуба «Женева-Серветт». Бизнесмен обещал погасить все долги клуба.
24 мая пришли долгожданные новости — швейцарская лига дала «Серветту» лицензию на участие в сезоне 2012—2013. Это означает, что пятый по счёту финансовый кризис «Серветт» пережил, канадец спас гранатовых.
После завершения сезона 2014/15 в Челлендж-Лиге на 2-м месте, «Серветту» было отказано в праве выступать в этом дивизионе на следующий год. Клуб автоматически понизили до третьей лиги. Канадец Хью Куэннек покинул клуб, его место занял швейцарский бизнесмен Дидье Фишер.

## Достижения
- Чемпион Швейцарии (17): 1906/07, 1917/18, 1921/22, 1924/25, 1925/26, 1929/30, 1932/33, 1933/34, 1939/40, 1945/46, 1949/50, 1960/61, 1961/62, 1978/79, 1984/85, 1993/94, 1998/99
- Обладатель кубка Швейцарии (8): 1927/28, 1948/49, 1970/71, 1977/78, 1978/79, 1983/84, 2000/01, 2023/24
- Обладатель кубка лиги (3, рекорд): 1977, 1979, 1980
- Победитель Челлендж-лиги: 2018/19
- Победитель Промоушен лиги: 2015/16
- Кубок Альп (4): 1973, 1975, 1976, 1978
- Обладатель кубка часов (2): 1984, 2002
- Кубок Интертото: 1971

## Форма

### Домашняя
| 2020/21 | 2022/23 | 2023/24 | 2024/25 |

### Гостевая
| 2020/21 | 2022/23 | 2023/24 | 2024/25 |

### Резервная
| 2022/23 | 2023/24 | 2024/25 |

Источники:,